# Te Vahipounamu
Te Vahipounamu (maorski za „mesto zelenog kamena”) lokacija je svetskog nasleđa na jugozapasnom uglu Južnog Ostrva Novog Zelanda.
Lokacija Te Vahipounamu je upisana na Spisak svetske baštine 1990. godine i pokriva 26.000 km². Ovo mesto obuhvata četiri nacionalna parka: Aoraki/Maunt Kuk, Fjordland, Mt Aspiring i Vestland. Smatra se da sadrži neke od najboljih savremenih prikaza originalne flore i faune Gondvane, što je jedan od razloga za njegovo uvrštavanje na spisak svetske baštine.

## Opis
Te Vahipounamu se proteže 280 kilometara duž zapadne obale Južnog ostrva Novog Zelanda. Nadmorska visina ovog kopnenog područja kreće se od nivoa mora do 12.349 stopa na Aoraki/Mt. Kuk. Ponegde se proteže u unutrašnjosti čak 56 milja. Te Vahipounamu je karakterisan zasnežnim vrhovima, safirnim jezerima, vodopadima, fjordovima i dolinama. Takođe je dom stotinama od najaktivnijih ledenjaka na svetu, pri čemu su dva glavna glečer Franc Džozef i Foks. To je najveće i najmanje modifikovano područje prirodnog ekosistema Novog Zelanda. Kao takvo, flora i fauna ovog područja je najbolji savremeni prikaz drevne biote Gondvanalanda na svetu.

### Flora
Vegetacija u Te Vahipounamu je raznolika i u suštini netaknuta. Na planinama je bogata alpska vegetacija grmlja, tusoksa i biljki. U toplijim i nižim nadmorskim prašumama dominiraju visoki podokarpi. Na zapadu ima više kišnih šuma i močvara, a najopsežnije i najmanje modifikovane prirodne slatkovodne močvare na Novom Zelandu nalaze se na ovom području. Obalsku ravnicu Vestland karakterišu močvare visoke plodnosti i tresetišta niske plodnosti.

### Fauna
Te Vahipounamu je dom mnogim autohtonim životinjama i sadrži najveću i najznačajniju populaciju šumskih ptica u zemlji. Ukupna divlja stanovništvo takaha, koja broji samo oko 170 ptica, nalazi se u nekoliko planinskih dolina u luci Fjordland. Duž jugozapadne obale nalazi se većina Novozelandskih krznenih foka. Takođe se u ovom regionu nalaze južni smeđi kivi, veliki pegavi kivi, žutokrunasti parakit, fjordlandski pingvin, novozelandski sokol i braon til. Najređi i najteži papagaj na svetu, kakapo, bio je viđan u ovom regionu do ranih 1980-ih. Sada se veruje da je na kopnu izumro.

### Populacija
Područje Te Vahipounamu je najmanje naseljeni deo Novog Zelanda. Većina stanovnika radi na poslovima vezanim za turizam, ali postoje i druga zanimanja vezana za korišćenje zemljišta. Na obali se stanovnici bave ribolovom, ispašom i rudarstvom malih razmera. U istočnom delu područja svetske baštine pastoralizam je glavni vid korišćenja zemljišta. Paša ovaca i stoke dozvoljena je po licenci ili zakupu, iako je proglašenje Te Vahipounama svetskom baštinom ograničilo zemljišta dostupna za ove prakse.

### Kopnene formacije
Te Vahipounamu je jedan od seizmički najaktivnijih regiona na svetu. Leži preko granice dve ploče, Tihookeanske ploče i Indo-australijske ploče. Planine u tom području rezultat su tektonskih kretanja tokom poslednjih pet miliona godina. Ledenici su takođe glavna karakteristika područja. Njihov osnovni obrazac postavljen je tokom pleistocenskih glacijacija, iako je došlo do značajnih postglacijalnih promena. Ove promene su veće u južnim Alpima nego u Fjordlandsima. Tipične promene uključuju intenzivne jalove, nazubljene grebene i velike i manje padine stena. Klizišta, iako nisu česta, predstavljaju potencijalnu opasnost za region. Čak i sa malom gustinom naselja i transportnim koridorima, postoji potencijalna pojava klizišta u blizini turističke infrastrukture u Južnim Alpima.

### Legenda
Legenda o formiranju ovog regiona i Južnog ostrva je sledeća. Te Vahipounamu je nastao kada su se četiri sina Rakinuija, Nebeskog Oca, spustila sa nebesa i krenula na put oko Papatuanukua, Zemaljske Majke. Tokom ovog putovanja njihov kanu je udario u greben i braća su se našla nasukana. Ledeni vetar sa Tasmanskog mora zamrznuo ih je u kamen i njihov kanu je postao Južno ostrvo Novog Zelanda. Najviši od braće bio je Aoraki, a sada je Aoraki Mt. Kuk, dok njegova braća i ostali članovi posade čine ostatak Južnih Alpa.

## Uneskova lokacija svetskog nasleđa
Te Vahipounamu je dodat na Uneskovu listu svetske baštine 1990. godine. Nacionalni park Vestland, Maunt Kuk i Nacionalni park Fjordland su ranije  bili upisani na spisak, ali se sada smatraju delom Te Vahipounamu, koji pokriva sva ova područja. Da bi bio upisan na ovaj spisak, Te Vahipounamu je ispunio nekoliko kriterijuma. Sadrži mnoštvo prirodnih karakteristika koje doprinose reputaciji Novog Zelanda kao mesta sa izuzetnim pejzažima. Smatra se najboljim savremenim primerom biote Gondvanalanda i zbog toga je od globalnog značaja. Postoji visok stepen geodiverziteta i biodiverziteta i staništa su uglavnom neizmenjena. I finalno, postoji širok spektar neobične flore i faune Novog Zelanda, koji pokazuju njegovu evolucionu izolaciju.

## Zaštita i upravljanje

### Zakonski uslovi
Većina zemljišta u Te Vahipounamuu je u vlasništvu Krune (vlade i naroda Novog Zelanda), a njome upravlja Odeljenje za konzervaciju (Novi Zeland). Najvažniji propisi su Zakon o nacionalnim parkovima iz 1980, Zakon o konzervaciji iz 1987. i Zakon o rezervatima iz 1977, koji nisu napravljeni posebno za Te Vahipounamu, već se primenjuju na ceo Novi Zeland. Postoji zakonski mandat za očuvanje i zaštitu prirodnih i istorijskih resursa kako bi se održala njihova suštinska vrednost, obezbedilo njihovo uvažavanje i rekreativno uživanje od strane javnosti, kao i zaštite mogućnosti za buduće generacije.

### Ugovor iz Vajtangija
Ugovor iz Vajtangija daje narodu Ngaj Tahu ugled i vlast nad zemljom. Odeljenje za zaštitu dužno je da se pridržava principa ovog sporazuma. To podrazumeva sporazum o partnerstvu sa narodom Ngaj Tahu. Ovo partnerstvo uključuje godišnji proces poslovnog planiranja sa Ngaj Tahu ivi (sveobuhvatnom plemenskom vlašću), što Ngaj Tahu daje priliku da se uključi i doprinese operativnom upravljanju imovinom.
Ugovor ipak nije uvek poštovan, ali je postignuto poravnanje oko vremena kada je Te Vahipounamu proglašen područjem svetske baštine. Implikacije ovog sporazuma bile su trostruke. Prvo Maunt Kuk je postala Aoraki/Maunt Kuk i dogovoreno je da 88 drugih topografskih karakteristika ima dvostruka maorska/engleska imena. Drugo, naziv Aoraki vraćen je plemenu Ngaj Tahu koji ga je potom poklonio narodu Novog Zelanda. I konačno, plemenu su data prava pristupa i privremenog boravka za prikupljanje tradicionalne hrane i materijala.

## Turizam
Glavne turističke atrakcije u okviru Te Vahipounamu su Milford Saund i Milford Trak, Lejke Te Anau i Kepler Trak, staza Rautbern i planina Aspajring, Aoraki/Maunt Kuk, i lednik Tasman, lednik Franc Džozef i lednik Foks. U regionu postoje samo dva glavna puta, autoput Hast i autoput Milford. Duž ovih autoputeva, koji se nazivaju „autoputevima nasleđa”, prostire se mreža od deset centara za posetioce i mnoštvo staza u prirodi. Glavna atrakcija Te Vahipounama i Novog Zelanda generalno je prirodni pejzaž. Jedna studija je otkrila da su ključni motivacioni faktori za posetioce Te Vahipounama pejzaži i rekreativne aktivnosti. Turizam u Te Vahipounamu je „zeleni” turizam zasnovan na prirodi. Postoji kombinacija prirode i avanturističkog turizma, ali i turističke aktivnosti koje su zasnovane samo na prirodi, kao što su šetnja prirodnim parkovima, posmatranje kitova i izleti brodom u Fjordland Saundsu. Potom su tu aktivnosti kao što su pešačenje ili planinarenje, koje sadrže avanturističke komponente poput prelaska reka ili planinskih prevoja, dok se uživa u prirodnom pejzažu. Čak i avanturističke aktivnosti poput šetnje glečerom, slavarenja i penjanja odvijaju u prirodnom okruženju.

### Divljina
Unutar Te Vahipounamu postoje četiri područja divljine. Ova područja su Huker-Landsboro, koja se prostire na 41.000 ha, Olivin (80.000 ha), Pembrok (18.000 ha) i Gleznok (125.000 ha). Ova područja divljine zajedno čine 10% ukupne površine Te Vahipounama. Njima se strogo upravlja u skladu sa Novozelandskom politikom divljine. Ova politika definiše područja divljine kao „divljine koje su, izgleda jedino bile pogođene snagama prirode, sa bilo kakvim otiskom ljudskog uplitanja u osnovi neprimetnim. Namenska područja divljine se održavaju u njihovom netaknutom prirodnom stanju.” U tim oblastima nema objekata za posetioce. Nema puteva, koliba, mostova ili čak staza. A nema ni pristupa vazdušnim putem za rekreativne ili komercijalne svrhe. Posetioci ulaze u ove oblasti „pod uslovima prirode”.
Područja divljine ovekovečavaju ideje o čistoći i prirodi koje već dugo postoje. Džon Mjur i Aldo Leopold zalagali su se za zaštitu američke divljine i ideje o divljini bile su jedan od temelja za ekološki pokret u Sjedinjenim Državama. Politika divljine Novog Zelanda odražava ove ideje sa kriterijumima o tome da li je ovo zaštićeno zemljište za uživanje, ali da ga ljudi gotovo ne diraju. Stalni uspon turizma na Novom Zelandu utiče na ovo iskustvo. Postoji percepcija gužve na nekoliko pešačkih staza. Ovo utiče i umanjuje željeno iskustvo divljine i samoće.